# Lower New York Bay

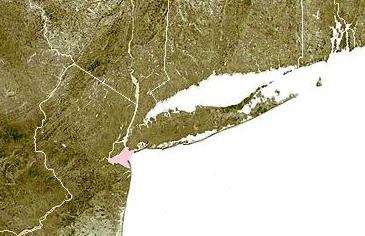
Lower New York Bay i rosa färg

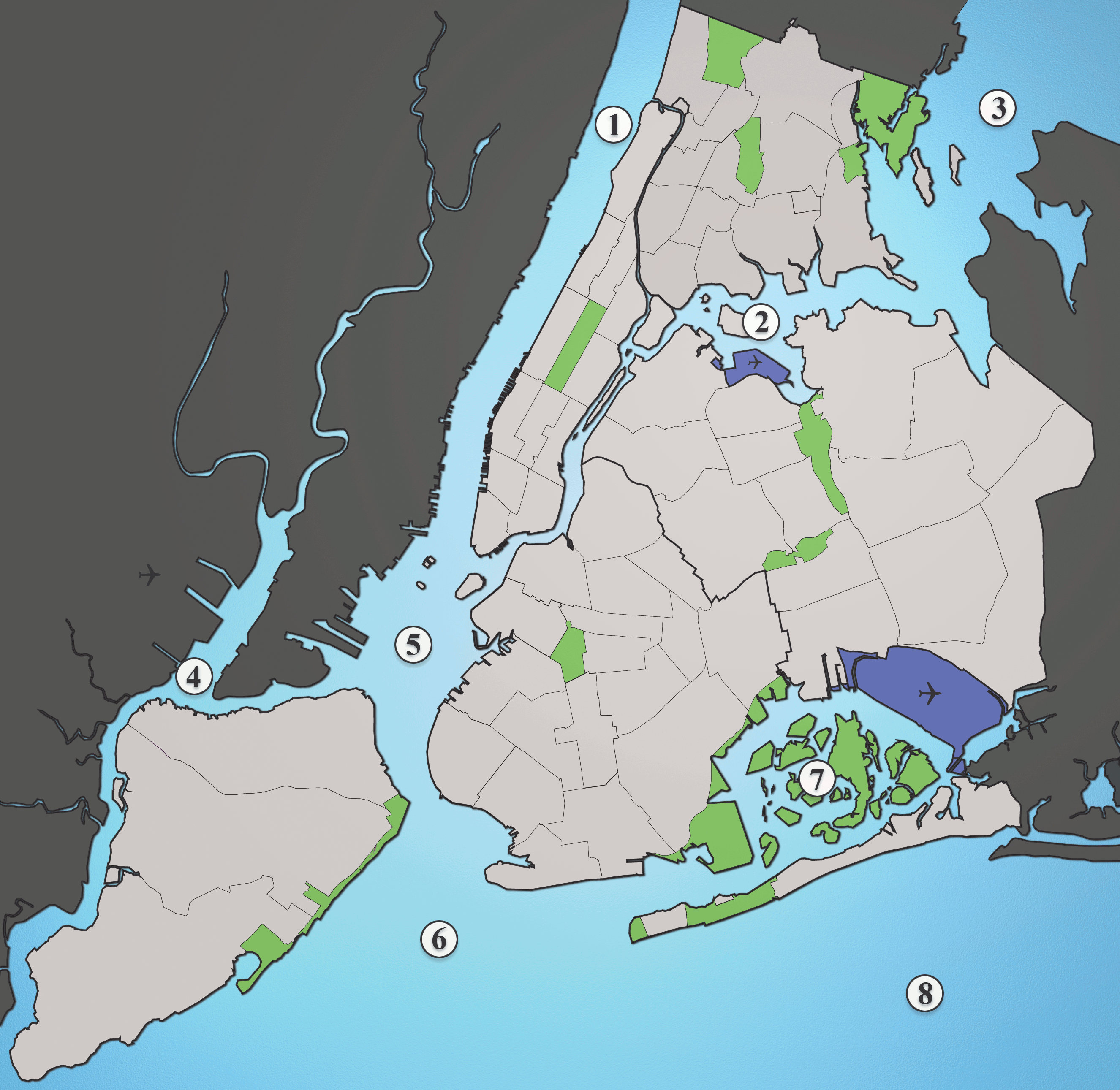
Hudsonfloden : 1. Hudsonfloden, 2. East River, 3. Long Island Sound, 4. Newark Bay, 5. Upper New York Bay, 6. Lower New York Bay, 7. Jamaica Bay, 8. Atlanten

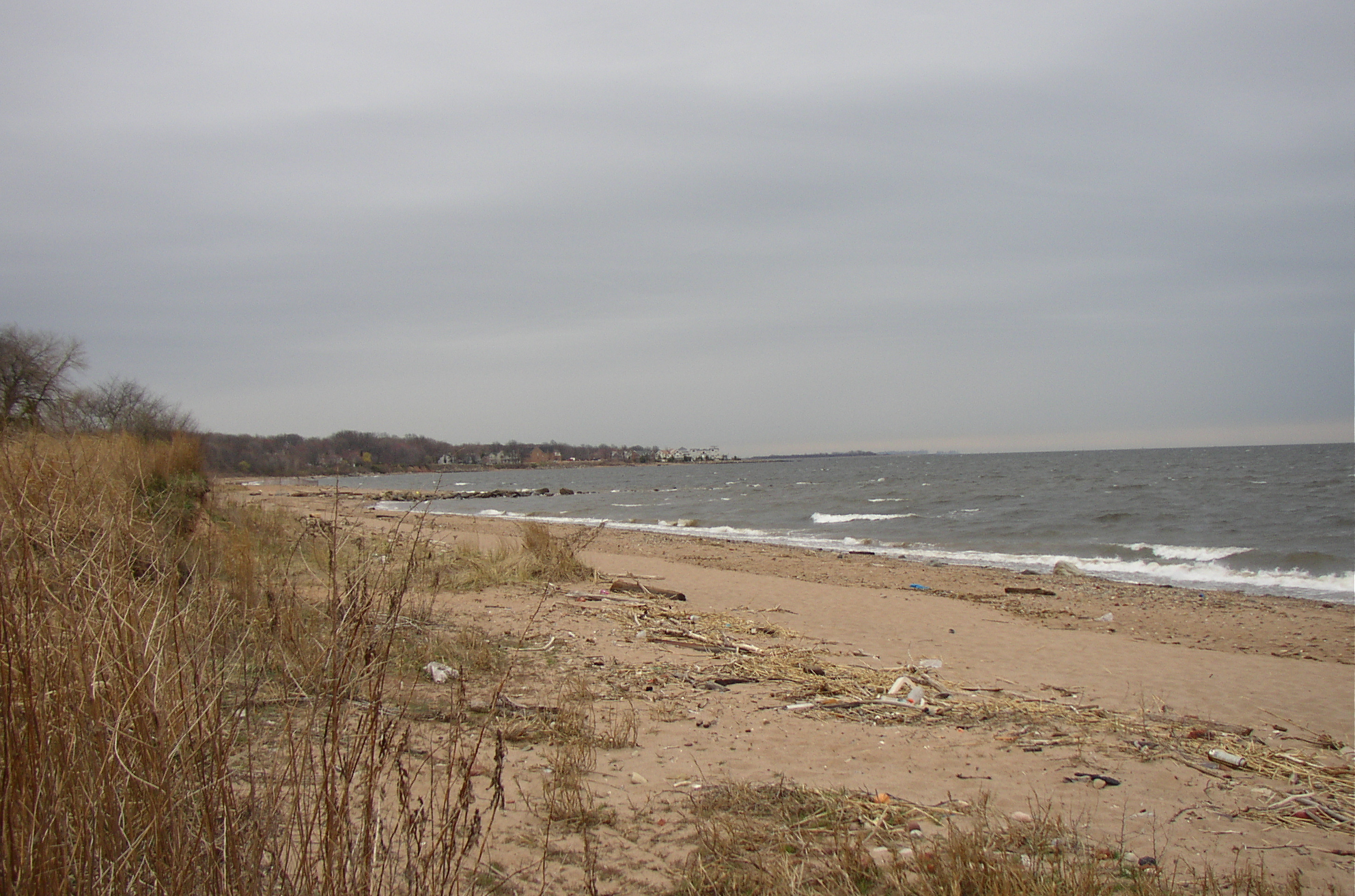
Wolfe's Pond Park på Staten Island

Lower New York Bay är en del av New York Bay söder om the Narrows, det relativt smala sundet mellan Staten Island och Brooklyn. Den södra delen av viken öppnar sig ut mot  Atlanten, mellan två landtungor Sandy Hook i New Jersey  och Rockaway i Queens på Long Island. Den södra delen, mellan Staten Island och New Jersey, vid Raritanflodens utlopp, kallas Raritan Bay.

### Fotnoter
1. ↑  ”About NY Harbor” (på engelska). Dock NYC. Arkiverad från originalet den 9 september 2015. https://web.archive.org/web/20150909151226/http://docknyc.com/sites. Läst 8 november 2015.